# Бейсхарт, Ричард
Ричард Бейсхарт (англ. Richard Basehart; 31 августа 1914 — 17 сентября 1984) — американский актёр театра, кино и телевидения.

## Молодость
Ричард Бейсхарт (имя при рождении — Джон Ричард Бейсхарт) родился в семье журналиста Гарри Бейсхарта и был одним из пяти детей (у него была сестра и трое братьев, один из которых, Роберт, умер в девять месяцев). Его мать умерла во время родов, поэтому отцу пришлось отдать детей в приют из-за невозможности одновременно заниматься их воспитанием и работой. В 12 лет Ричард решил пойти по стопам отца, работавшего тогда редактором воскресной газеты THE ZANESVILLE OHIO TIMES SIGNAL, и стал газетным репортёром и диктором на радио. Работал со старшим братом в водоотводной компании. Также он участвовал в предвыборной кампании своего дяди на пост мэра Зейнсвилла, который в итоге победил на выборах. После окончания средней школы, работая в газете, узнал об махинациях в мэрии, из-за чего начался крупный скандал, ставший причиной его увольнения (он ударил детектива, ведущего расследование).

## Карьера
В 1938 году Ричард Бейсхарт попал в труппу филадельфийского театра Hedgerow Theatre, где выступал вплоть до 1942. Позже он попадает на Бродвей. После ряда представлений получает приглашение исполнить роль истинного шотландца в спектакле по пьесе Горячее сердце. Его игра была высоко оценена театральными критиков Нью-Йорка, вручившие ему позже приз как лучшему начинающему актёру 1945 года. Вскоре Бейсхарт дебютировал в кино с лентой «Ложная тревога» (1947), заключив вскоре контракт с 20th Century Fox. Снялся в фильмах «Розанна Маккой», рассказывающем о вражде Хаттфилдов и Маккоев, «Господство террора», «Напряжённость» (все — 1949), «За стеной» (1950), «Четырнадцать часов» (премия Национального совета кинокритиков США за лучшую мужскую роль), «Решение перед рассветом» и «Дом на Телеграфном холме» (все три — 1951). На съёмках последнего он познакомился с итальянской актрисой Валентиной Кортезе, на которой женился в том же году. Через девять лет они развелись. В браке родился сын — актёр Джеки Бейсхарт.
Самой известной его ролью считается Матто в фильме Федерико Феллини «Дорога» (1954). Режиссёр на вопрос Ричарда о том, почему на эту роль был выбран именно он, тот ответил: «Если Вы сделали то, что сделали в Четырнадцати часах, то сможете что угодно». Он сыграл и в следующей ленте Феллини «Мошенники» (1955).
Среди следующих его ролей можно отметить Измаила в «Моби Дике» (1956, премия Национального совета кинокритиков США за лучшую мужскую роль второго плана), майора Гарри Каргилла в «Лимите времени» (1957, номинация на премию BAFTA за лучшую мужскую роль среди иностранцев), Ивана Карамазова в «Братьях Карамазовых» (1958), немецкого фюрера в «Гитлере» (1962), индейца Ак-Мина в «Короли Солнца» (1963), Глашатая Закона в «Острове доктора Моро» (1977) и Владимира Скрапинова в «Будучи там» (1979).
Бейсхарт имел успех и в сериалах. Сыграл главную роль, адмирала Нельсона, в «Путешествии на дно океана» и главу «Фонда за Закон и Порядок» Уилтона Найта в «Рыцаре дорог» (также его голос звучит в заставке серий). Он также принимал участие в «Дымке из ствола», «Сумеречной зоне», «Гавайи 5-O», «Бене Кэйси» и некоторых других. В эпизоде «Коломбо» под названием Из любви к искусству вместе с Онор Блэкман играют пару театральных актёров, убивающих режиссёра спектакля. Снялся в ряде телефильмов. Кроме того, благодаря своему глубокому и сильному голосу часто выступал рассказчиком для кино- и телепроектов. Был диктором на церемонии закрытия Летних Олимпийских игр 1984 года.
Ричард Бейсхарт умер после нескольких инсультов в возрасте 70 лет в Лос-Анджелесе.

## Личная жизнь
Всего Бейсхарт был женат три раза. На следующий год после смерти первой жены Стефании Кляйн он женился итальянской актрисе Валентине Кортезе. После их развода в 1960 году, он женился на Дайане Лотери, с которой в 1971 году организовал благотворительный фонд защиты животных Actors and Others for Animals. В третьем браке у актёра родилось две дочери: Дженна и Гейла.